# I Am a Running Mate
I Am a Running Mate (en hangul, 러닝메이트; romanización revisada, Reoningmeiteu) es una serie de televisión web surcoreana, un drama de tema escolar en ocho capítulos escrito por Han Jin-won, Hong Ji-soo, Oh Do-geon, dirigido por el propio Han Jin-won en su debut como director, y protagonizado por Yoon Hyun-soo, Lee Jung-shik, Choi Woo-sung y Hong Hwa-yeon. Se estrenó en TVING el 19 de junio de 2025.

## Sinopsis
El tema de la serie son las elecciones al consejo estudiantil de una escuela secundaria. Noh Se-hoon es un estudiante de secundaria que se convierte en el blanco de las burlas de toda la escuela debido a un incidente inesperado. Para mejorar su situación se presenta junto a Kwak Sang-hyun como candidatos a vicepresidente y presidente respectivamente del consejo estudiantil, superando todo tipo de trucos y planes para postularse para ser elegido. Así se muestran los deseos ardientes y los agudos conflictos de los jóvenes en medio de la feroz elección de presidente del consejo estudiantil de preparatoria, así como la amistad que brilla en medio de todo, y una cálida historia de crecimiento.

## Reparto

### Principal
- Yoon Hyun-soo como Noh Se-hun, un estudiante modelo de último año en la escuela secundaria Yeongjin que, después de meterse en problemas debido a un incidente inesperado, sueña con convertirse en el vicepresidente del consejo de estudiantes e intenta cambiar su imagen.[3][4][5]
- Lee Jung-shik como Kwak Sang-hyun, que con su hermosa y genial apariencia y gran amabilidad, se merece los apodos de «Rey de la popularidad local» y «Boutique humana andante».[6][7]
- Hong Hwa-yeon como Yoon Jeong-hee, la estudiante más exigente de la escuela, que solo sabe estudiar y no es buena socializando, pero que gradualmente crece y cambia al participar en las elecciones del consejo de estudiantes.[8][9][10]
- Choi Woo-sung como Yang Won-dae, el líder del coro, un estudiante modelo, trabajador y un gran líder. A medida que avanzan las elecciones, se vuelve más ambicioso y competitivo.[11][12][13]
- Lee Bong-joon como Park Ji-hoon, un chico superpopular que atrae la atención dondequiera que va y se convierte en un feroz rival de su mejor amigo Roh Se-hoon en las elecciones.[14]
- Kim Ji-woo como Ha Yoo-jung, el primer amor de todos en la escuela secundaria Yeongjin, una joven con un talento excepcional, una apariencia perfecta y una personalidad alegre.[15][16]

### Secundario
- Yoon Do-gun como Kang Jae-won.
- Li Jae-yi como Hyun Jin, una experta de las relaciones públicas que revoluciona el ciclo electoral con sus extraordinarias habilidades y es la confiable mano derecha de Sang-hyun.[17]
- Hwang Sung-bin como Joo Wan-sik, el líder del equipo de animadores del candidato Kwak Sang-hyun, que hace campaña apasionadamente para las elecciones.[18]
- Park Geun-rok como Shin Joon-gyu, un profesor a cargo del comité de gestión electoral para presidente del consejo estudiantil. Anima y apoya a los estudiantes para que den lo mejor de sí en la campaña electoral, y tiene que lidiar en esta labor con todos los incidentes que salpican el proceso.[19][20]
- Kwon Han-sol como Jo Han-byeol.[21]
- Lee Seung-hun como Choi Jong-soo, que al principio parece un rival para Se-hun mientras se postula para la elección del consejo estudiantil, pero enfrentará cambios importantes durante el proceso.[22]
- Han Hyun-joon como Kim Ki-jae, un alborotador que perturba el proceso electoral. Aunque se burla de Noh Se-hun en broma, en realidad es un simple tonto a pesar de su apariencia pretenciosa, uno que se deja intimidar fácilmente por los fuertes y se muestra astuto frente a los débiles.[23][24]
- Park Ye-ni como Baek In-kyung, actualmente estudiante de último año de secundaria; ha solicitado la admisión temprana a una universidad estadounidense y es una estudiante de élite que en el pasado fue vicepresidenta del consejo estudiantil.[25][26]
- Yoon Hyun-sik como Ahn Tae-oh.
- Park Kyung-lim.[27]

### Apariciones especiales
- Joo Hyun-young.[28][29]
- Kim Young-dae.[28][29]
- Lee Chang-ho.[30]
- Kwak Beom.[30]

## Banda sonora original
El primer tema musical de la banda sonora original de I Am a Running Mate se titula Run y está interpretado por cuatro miembros del grupo Zerobaseone: Kim Ji-woong, Ricky, Kim Kyu-bin y Han Yu-jin. Se lanzó el 16 de junio, tres días antes de la propia serie.

## Producción
I Am a Running Mate es una coproducción de Blade Entertainment, Ace Maker Studio, Running Mate Culture Industry Specialty y TVING. De este modo, la plataforma continúa orientada a la producción de obras de temática escolar y adolescente, cuyos últimos dos jalones fueron las exitosas El juego de la pirámide y Grupo de estudio. El guion está  escrito por Han Jin-won, Hong Ji-soo y Oh Do-geon, y la dirección corre a cargo del propio Han Jin-won, que debuta así como director de televisión. Han presentó la serie como «la historia de seis chicas y chicos que se postulan para un cargo público [...] aunque trata sobre unas elecciones, intenté transmitir una sensación positiva, como la de un drama adolescente, en lugar de basarme únicamente en peleas y conflictos extremos». Acerca de su protagonista, Han declaró: «no es un drama sobre un solo héroe [...] el protagonista, Noh Se-hoon, es una persona común y corriente, delicada, a veces ingenua y que se desmorona fácilmente. Noh Se-hoon podría ser yo, o en un sentido más amplio, cualquiera de nosotros».
El 21 de marzo de 2023 medios periodísticos surcoreanos publicaron que Lee Jung-shik y Kim Ji-woo habían sido seleccionados como protagonistas de I Am a Running Mate. Un día después Outer Korea, la agencia de Yoon Hyun-soo, anunció a su vez en un comunicado que este sería también uno de los protagonistas. Al día siguiente, el 23, se añadió el nombre de Choi Woo-sung para el reparto principal.
I Am a Running Mate fue seleccionada para la sección On Screen del 28.º Festival Internacional de Cine de Busan, donde se exhibieron sus tres primeros episodios el 6 de octubre de 2023.
La previsión inicial para la serie, en 2023, era que se estrenara en 2024 en TVING. Sin embargo, tras su paso por el BIFF sufrió continuos retrasos y se terminó programando para el 6 de marzo de 2025. Una semana antes de esta fecha, y cuando ya se habían publicado los carteles e iniciado la promoción, TVING anunció que por problemas de programación se había decidido aplazar el estreno y estudiar un momento más oportuno. Además, se pensaba hacerlo con un horario semanal. Aunque en el comunicado no se señalaban las causas de esta decisión, algunos observadores apuntaron que podía deberse a la situación política del país, inmerso en un proceso electoral para la presidencia de la República: podía parecer inoportuno emiitir una serie basada también en unas elecciones. Después de todos estos cambios, el estreno se produjo finalmente el 19 de junio, día en que se pusieron a disposición en la plataforma sus ocho episodios simultáneamente.
El 26 de mayo de 2025 TVING publicó el avance y el cartel principales. Tres días después distribuyó algunos fotogramas de los personajes. El 12 de junio tuvo lugar la conferencia de prensa de presentación, celebrada en el Hotel Stanford en Mapo-gu, Seúl, y a la que asistieron el director Han Jin-won y los actores Yoon Hyun-soo, Lee Jung-sik, Hong Hwa-yeon, Kim Ji-woo, Choi Woo-sung y Lee Bong-jun.

## Crítica
En su reseña no firmada de la serie, iMBC (que le concede tres estrellas de cuatro) señala primero que las expectativas eran altas por la identidad de su guionista y director, Han Ji-won. El tema es la competición electoral entre estudiantes, casi un trasunto del mundo de los adultos, pero la serie «se acerca más a la naturaleza de un drama juvenil centrado en el crecimiento infantil que a una sátira política», acompañado además de un triángulo amoroso que añade tensión a la trama: «parece una copia exacta de las luchas políticas de adultos llenos de deseo, pero, al ser adolescentes, sus aspectos imperfectos e inmaduros se manifiestan aquí y allá como clavos [pero] no pierde su fuerza, eliminando el infantilismo típico de los dramas escolares». A diferencia de las series anteriores del mismo género producidas por la plataforma TVING, en ella no hay violencia, y el conflicto se va desarrollando a partir de la mitad, lo que puede restar interés para algunos espectadores.
Según Jang Si-yeon (Top Star News), la respuesta del público a la serie fue muy positiva, gracias en parte a su innovadora combinación de géneros, el drama político y el drama de crecimiento, así como a la fácil accesibilidad determinada por un corto número de episodios, ocho, y de breve duración, cuarenta minutos. En cuanto a la obra en sí, escribe Jang: «a pesar de ser de género adolescente, I Am a Running Mate va más allá de una simple historia de transición a la edad adulta y busca entretenimiento y realismo al mismo tiempo, combinando sutilmente el tono y la forma de intrigar con la política de la vida real».